# Lecythidales
Lecythidales is een botanische naam in de rang van orde. De naam is gevormd vanuit de familienaam Lecythidaceae. Een orde onder deze naam wordt vrij zelden erkend door systemen voor plantentaxonomie.
Het Cronquist-systeem (1981) gebruikte deze naam voor een van de dertien ordes in de onderklasse Dilleniidae. De samenstelling was deze:
- orde Lecythidales
  - familie Lecythidaceae

Het APG II-systeem (2003) kent niet een orde onder deze naam: deze planten worden ingevoegd in de orde Ericales.